# デリャーギン・ランダウ・フェルウェー・オーバービーク理論
デリャーギン・ランダウ・フェルウェー・オーバービーク理論（デリャーギン・ランダウ・フェルウェー・オーバービークりろん、Derjaguin-Landau-Verwey-Overbeek theory、DLVO理論）は、二つの界面が近づくときの電気二重層間の相互作用に基づいた疎水コロイド溶液の安定性に関する理論で、旧ソ連のデリャーギン、ランダウらのグループと、オランダのフェルウェー、オーバービークらのグループは、疎水コロイド粒子の分散・凝集現象を、その粒子間のポテンシャルの総和が静電的相互作用による反発力とファンデルワールス力の和で表されると説明した。DLVO相互作用の静電部分は、表面の電気素量のポテンシャルエネルギーが熱エネルギーのスケール{\displaystyle k_{B}T}よりはるかに小さいとき、低い表面電位の限界における平均場近似で計算される。濃度nの一価イオンを含む誘電率{\displaystyle \epsilon _{r}}の流体中で、中心間距離が{\displaystyle r}だけ離れた電荷{\displaystyle Z}（電気素量の単位で表される）である半径{\displaystyle a}の2つの球において、静電ポテンシャルは遮蔽されたクーロンポテンシャル、すなわち湯川ポテンシャルの形式をとる。
{\displaystyle \beta U(r)=Z^{2}\lambda _{B}\,\left({\frac {e^{\kappa a}}{1+\kappa a}}\right)^{2}\,{\frac {e^{-\kappa r}}{r}},}
ここで{\displaystyle \lambda _{B}}はビヨルン長、
{\displaystyle \kappa ^{-1}}はデバイ-ヒュッケルスクリーニング長（{\displaystyle \kappa ^{2}=4\pi \lambda _{B}n}より得られる）、{\displaystyle \beta ^{-1}=k_{B}T}は絶対温度における熱エネルギースケールである。
疎水コロイドの凝析に関して先に成立していた経験則であるシュルツ・ハーディの法則を理論的に支持することとなった。
日本の化学者である古澤邦夫はタングステン酸ゾルの虹彩色を観察し色の解析から世界に先駆け DLVO理論を実験的に実証した。

## 概要
DLVO理論は2つの粒子が互いに近づくにつれ、それらのイオン雰囲気が重なりだし反発力が発生することを説明するためにゼータ電位を用いる分散安定化理論である。この理論においては、ファンデルワールス力とクーロン（エントロピーの）力の2つの力がコロイドの安定性に影響を及ぼすと考えられている。
合計のポテンシャルエネルギーは引力ポテンシャルと斥力ポテンシャルの和で表される。2つの粒子が互いに接近すると静電反発力が増加し、電気二重層間の干渉が増加する。一方、ファンデルワールス力の引力は近づくにつれ増加する。各距離において、小さい値である正味のポテンシャルエネルギーが、それより大きい値から差し引かれることになる。
これらの力の組み合わせは結果として一次極小と呼ばれる深い引力井戸をもたらす。より長い距離ではエネルギー断面は最大エネルギー障壁を通り抜け、続けて二次極小と呼ばれる浅い最小値を通り抜ける。
最大エネルギー障壁では、斥力が引力よりも大きい。粒子は粒子間の接触の後、反発し媒質全体に分散したままとなる。その最大エネルギーは熱エネルギーよりも大きい必要があり、そうでなければ粒子は引力により凝集する。障壁の高さは系の安定性を表している。粒子が凝集するためにはこの障壁を越えなくてはならないので、衝突する進路上にある2つの粒子は、それらの速度・質量により十分な運動エネルギーを持つ必要がある。障壁を越えている場合、正味の相互作用がすべて引力となり、結果として粒子が凝集する。コロイドはファンデルワールス力により一緒に閉じ込められているとみなすことができるため、この内部領域はしばしばエネルギートラップと呼ばれる。
コロイド系では、粒子が一次極小の深さにあるときに熱力学的平衡状態に達することがある。一次極小においては分子の距離が短く、引力が斥力よりもずっと大きいため粒子は凝集し、この過程は可逆的ではない。しかし最大エネルギー障壁が越えるには高すぎる場合、コロイド粒子は二次極小にとどまり、粒子は一次極小よりも弱く保持される。粒子は弱い引力を作るが簡単に再分散される。したがって二次極小での粘着は可逆的でありうる。

## 歴史
1923年、デバイとヒュッケルはイオン溶液中の電荷の分布に関して最初に成功した理論を報告した。その後、線形化されたデバイ・ヒュッケル理論の枠組みはLevineとDubeによるコロイド分散に適用された。この2人は帯電したコロイド粒子は強い中距離斥力とそれより弱い長距離引力を経験することを発見した人物である。この理論は高いイオン強度の溶液中の不可逆的凝集に対するコロイド分散の不安定性を説明していなかった。1941年、デリャーギンとランダウは、静電反発力の安定化の影響により取り消された強くはあるものの短期的なファンデルワールス引力により起きる基本的不安定性を引き起こすコロイド分散の安定性の理論を導入した。
7年後、フェルウェーとオーバービークは独立で同じ結果にたどりついた。
このいわゆるDLVO理論はLevine–Dube理論の失敗を、電解質のイオン強度に対するコロイド分散の安定性の依存度を説明することで解決した。

## 導出
DLVO理論はファンデルワールス力と電気二重層の力が組み合わさった効果である。導出するためには異なる条件を考慮しなければならず、異なる方程式が得られる。しかし、いくつか便利な仮定をすることで、過程を効果的に単純化することができ、通常の条件に適すことができる。それを簡単に導き出す方法は2つの部分を一緒に付け加えることである。

### ファンデルワールス引力
ファンデルワールス力は実際には双極子-双極子力、双極子誘起双極子力及び分散力の総称であり、中でも分散力は常に存在するため最も重要な部分である。2つの原子または小さな分子の間の対ポテンシャルが単に引力であり、w = -C/rn（Cは分子の性質により決まる相互作用エネルギーの定数であり、ファンデルワールス引力の場合 n = 6 である）の形であると仮定する。加算性の別の仮定では、分子と同様の分子からなる平面状の表面との間の正味の相互作用エネルギーは分子と表面体内のすべての分子との間の相互作用エネルギーの合計となる。したがって表面から距離D離れたところにある分子の正味の相互作用エネルギーは
{\displaystyle w(D)=-2\pi \,C\rho _{1}\,\int _{z=D}^{z=\infty \,}dz\int _{x=0}^{x=\infty \,}{\frac {xdx}{(z^{2}+x^{2})^{3}}}={\frac {2\pi C\rho _{1}}{4}}\int _{D}^{\infty }{\frac {dz}{z^{4}}}=-{\frac {\pi C\rho _{1}}{6D^{3}}}}
となる。ここで 
- - w(r) は分子と表面との間の相互作用エネルギー
  - {\displaystyle \rho _{1}} は表面の数密度
  - z は分子を通り表面に対して垂直な軸である。分子がある点ではz = Dであり、表面ではz = 0である。
  - x はz軸に対して垂直な軸であり、交点ではx = 0である。

次に、半径Rの大きな球と平面との相互作用エネルギーは
{\displaystyle W(D)=-{\frac {2\pi C\rho _{1}\rho _{2}}{12}}\int _{z=0}^{z=2R}{\frac {(2R-z)zdz}{(D+z)^{3}}}\approx -{\frac {\pi ^{2}C\rho _{1}\rho _{2}R}{6D}}}
となる。ここで
- - W(D) は球と表面との間の相互作用エネルギー
  - {\displaystyle \rho _{2}} は球の数密度

都合のいいように、ハマカー定数Aを
{\displaystyle A=\pi ^{2}C\rho _{1}\rho _{2}}
のように与えると、等式は
{\displaystyle W(D)=-{\frac {AR}{6D}}}
となる。同様の手法とデリャーギン近似により、異なる形状の粒子の間のファンデルワールス相互作用エネルギーが計算できる。例えば
2つの球: {\displaystyle W(D)=-{\frac {A}{6D}}{\frac {R_{1}R_{2}}{(R_{1}+R_{2})}}}
球表面: {\displaystyle W(D)=-{\frac {AR}{6D}}}
2つの表面: {\displaystyle W(D)=-{\frac {A}{12\pi D^{2}}}}（単位面積当たり）

### 二重層力
液体中の表面は表面基（例えばガラスやシリカ表面のシラノール基）の解離、もしくは周囲の溶液からの高分子電解質のような荷電分子の吸着により荷電されうる。これにより周囲の溶液から対イオンを引き付け共イオンをはじく壁面ポテンシャルが発生する。平衡状態においては、表面電荷は溶液中の反対に荷電した対イオンにより均衡が保たれる。高くなった対イオン濃度の表面付近の領域は電気二重層(EDL)と呼ばれる。EDLは2つの領域に分けて近似することができる。帯電した壁面に最も近い領域のイオンは、表面に強く結合している。この固定した層はシュテルン層もしくはヘルムホルツ層と呼ばれる。シュテルン層に隣接する領域は拡散層と呼ばれ、比較的移動性のある緩く結合したイオンを含んでいる。対イオン層の形成に起因するすべての電気二重層は、壁電荷の静電スクリーニングをもたらし、EDL形成のギブス自由エネルギーを最小にする。
拡散電気二重層の厚さはデバイスクリーニング長{\displaystyle 1/\kappa }として知られている。2つのデバイスクリーニング長の距離で、電気ポテンシャルエネルギーは表面壁の値の2%に減少する。
{\displaystyle \kappa ={\sqrt {\sum _{i}{\frac {\rho _{\infty i}e^{2}z_{i}^{2}}{\epsilon _{r}\epsilon _{0}k_{B}T}}}}}
単位は m−1である。
ここで
- {\displaystyle \rho _{\infty i}} はバルク溶液中のイオンiの数密度である。
- z はイオン価である。例えば、H+は+1のイオン価であり、Ca2+は+2のイオン価である。
- {\displaystyle \varepsilon _{0}}は真空の誘電率、{\displaystyle \epsilon _{r}}は比静誘電率
- kBはボルツマン定数.

2つの平面間の単位面積当たりの反発エネルギーは
{\displaystyle W={\frac {64k_{B}T\rho _{\infty }\gamma ^{2}}{\kappa }}e^{-\kappa D}}
となる。ここで
- {\displaystyle \gamma }は減少した表面ポテンシャル

{\displaystyle \gamma =\tanh \left({\frac {ze\psi _{0}}{4kT}}\right)}
- {\displaystyle \psi _{0}}は表面の電位

半径Rの2つの球の間の相互作用自由エネルギーは
{\displaystyle W={\frac {64\pi k_{B}TR\rho _{\infty }\gamma ^{2}}{\kappa ^{2}}}e^{-\kappa D}}
である。
ファンデルワールス相互作用エネルギーと二重層相互作用エネルギーを一緒にすることにより、液体中の2つの粒子もしくは2つの表面間の相互作用は
{\displaystyle W\left(D\right)=W(D)_{A}+W(D)_{R}\,}
となる。ここでW(D)Rは電気的な反発による斥力相互作用エネルギーであり、W(D)Aはファンデルワールス相互作用による引力相互作用エネルギーである。

## 応用
1940年代より、DLVO理論はコロイドの科学、吸着、その他多くの分野で見られる現象を説明するために用いられてきた。近年、ナノ粒子の研究が人気となっているため、フラーレン粒子や微生物などの材料ナノ粒子の両方の挙動を説明することができるこの理論は、さらに人気が上がっている。

## 欠点
DLVO構成物を超える付加的な力がコロイド安定性を決定するうえで主要な役割を果たすことも報告されている。DLVO理論は、塩分濃度の低い希薄分散液中のコロイド結晶の発達などの秩序だった過程を記述するのには有効ではない。また、コロイド結晶の形成と塩分濃度の関係を説明することもできない。